# Metrika sítě
Metrika sítě je číselným, obvykle celočíselným, vyjádřením náročnosti dosažení předmětné sítě ve směrování v sítích s přepínáním paketů; sítí se v tomto případě rozumí část větší sítě. Čím je metrika vyšší, tím k cílové síti vede náročnější trasa – pomalejší, s větší odezvou, nebo obojí.
Způsobů stanovení metriky je několik. Při návrhu dynamických směrovacích protokolů je v tomto ohledu potřeba si hlavně uvědomit, zda je preferována rychlost, potřebná pro přenosy velkých objemů dat, nebo odezva, nutná pro plynulost telefonních hovorů, videokonferencí nebo počítačových her. Směrovací protokol RIP jako metriku používá počet směrovačů na cestě, OSPF součet cen překlenovaných L2 topologií, jež jsou vyjádřeny jako převrácené hodnoty nominálních přenosových rychlostí, EIGRP metriku ve výchozím nastavení komponuje z formálně nejpomalejší L2 topologie na trase a součtu prodlev jednotlivých L2 topologií, do kalkulace však umožňuje zahrnout i vytížení a spolehlivost úseků, přičemž dovoluje nastavovat i váhy jednotlivých složek.